# Ada Benjamin
Ada Benjamin (ur. 18 maja 1994) – nigeryjska lekkoatletka specjalizująca się w biegach sprinterskich.
W 2013 sięgnęła po złoto w biegu na 400 metrów i w sztafecie 4 × 400 metrów podczas juniorskich mistrzostw Afryki. Srebrna medalistka igrzysk Wspólnoty Narodów oraz mistrzyni Afryki w biegu rozstawnym 4 × 400 metrów (2014).
Rekord życiowy w biegu na 400 metrów: 51,68 (11 sierpnia 2014, Marrakesz). 

## Osiągnięcia
| Rok  | Impreza                               | Miejsce         | Konkurencja             | Pozycja    | Wynik   |
| ---- | ------------------------------------- | --------------- | ----------------------- | ---------- | ------- |
| 2011 | Mistrzostwa świata juniorów młodszych | Lille Metropole | bieg na 200 metrów      | eliminacje | 25,50   |
| 2011 | Mistrzostwa świata juniorów młodszych | Lille Metropole | sztafeta szwedzka       | 4. miejsce | 2:06,26 |
| 2013 | Mistrzostwa Afryki juniorów           | Bambous         | bieg na 400 metrów      | 1. miejsce | 52,87   |
| 2013 | Mistrzostwa Afryki juniorów           | Bambous         | sztafeta 4 × 400 metrów | 1. miejsce | 3:37,93 |
| 2014 | Igrzyska Wspólnoty Narodów            | Glasgow         | sztafeta 4 × 400 metrów | 2. miejsce | 3:24,71 |
| 2014 | Mistrzostwa Afryki                    | Marrakesz       | bieg na 400 metrów      | 4. miejsce | 52,59   |
| 2014 | Mistrzostwa Afryki                    | Marrakesz       | sztafeta 4 × 400 metrów | 1. miejsce | 3:28,87 |
| 2016 | Halowe mistrzostwa świata             | Portland        | sztafeta 4 × 400 metrów | 4. miejsce | 3:34,03 |